# Känguru-Wort
Ein Känguru-Wort (englisch: kangaroo word) ist ein Wort, das die Buchstaben eines Synonyms von sich selbst enthält. Diese Buchstaben ergeben das joey (englisch: junges Känguru) Wort. Dabei müssen die Buchstaben in der richtigen Reihenfolge aufeinander abfolgen. Es ist unerheblich, ob die Buchstaben direkt hintereinander stehen oder getrennt vorkommen.
Ein Beispiel im Deutschen wäre Feuchtigkeit. Feuchte/Feuchtigkeit sind Synonyme, wobei Feuchte das sogenannte joey Wort ist.